# Осауленко, Тарас Владимирович
Тарас Владимирович Осауленко (укр. Тарас Володимирович Осауленко; род. 13 февраля 1964, Киевская область) — украинский политик. Народный депутат Украины VII созыва (2014). Член ВО «Свобода».

## Биография
Родился 13 февраля 1964 года в Киевской области.
Окончил Киевский государственный педагогический институт иностранных языков, где получил специальность «преподаватель французского языка» (1985). Возглавлял представительство французской телекомпании Canal France International на Украине.
В 2008 году возглавил службу международных связей ВО «Свобода». С 2008 по 2014 год работал в Министерстве иностранных дел Украины первым секретарём Управления ООН и международных организаций. В 2013 году был кандидатом от партии «Свобода» в члены Национального совета Украины по вопросам телевидения и радиовещания.
25 марта 2014 года стал народным депутатом Украины VII созыва, вошёл во фракцию «Свобода». Являлся членом комитета по вопросам регламента, депутатской этики и обеспечения деятельности Верховной рады. Возглавлял общественную организацию «Международная инициатива по поддержке Украины».
В апреле 2015 года был назначен советником министра информационной политики Юрия Стеця по вопросам коммуникации с украинской диаспорой.